# Рейна Кристина (крейсер)
Крейсер  «Рейна Кристина» - головной корабль серии испанских безбронных крейсеров типа «Рейна Кристина» (или типа «Альфонс XII»).
Торжественно заложена 12 августа 1887 г. в Эль-Ферроле на верфи местного адмиралтейства в присутствии правящей испанской королевской четы — короля Альфонсо XII и королевы Кристины, в честь которой было названо судно. Спущен на воду 24 октября 1887 г. Долго достраивался. Ещё до полного оснащения «Рейна Кристина» участвовала в военно-морском смотре в Бильбао в 1890 г.
В 1891 г., практически сразу после введения в строй, «Рейна Кристина» была определена для службы в качестве флагмана испанской эскадры в Маниле, где стала наиболее сильным кораблем. Поддерживала действия испанских войск против филиппинских повстанцев.
1 мая 1898 г., всего через неделю после объявления испано-американской войны в Манильскую бухту пришла американская крейсерская эскадра Дж. Дьюи. «Рейна Кристина» успела подготовиться к боевым действиям: с мачт убрали реи и парусный такелаж, корпус был выкрашен в серый цвет. Однако противостоять современным американским бронепалубным крейсерам испанский безбронный крейсер был не в состоянии.
Сражение превратилось в расстрел двигавшейся галсами в кильватерном строю американской эскадрой сгрудившихся у берега слабых испанских кораблей. По приказу контр-адмирала Патрисио Монтехо, находившегося на «Рейне Кристине», она пошла на сближение с американской эскадрой. Возможно, Монтехо решил таранить единственным своим крупным боеспособным кораблем флагманский американский крейсер «Олимпию» (6800 т., 21,7 узла, четыре 204-мм и десять 127-мм орудий).
В артиллерийской дуэли с «Олимпией» и поддерживавшими её американскими крейсерами «Рейна Кристина» за короткий период получила множество попаданий (от 70 по испанским данным, до 40 по американским). Осколки американских снарядов выбили расчеты орудий, из орудийной прислуги стреляющего борта осталось всего два человека; прямым попаданием был разбит капитанский мостик и выведено из строя рулевое управление. Большие жертвы вызвал взрыв снаряда в превращенной в лазарет кают-компании, переполненной ранеными. На корабле был пробит паропровод, свалена дымовая труба, разгорались пожары, угрожавшие взрывом порохового погреба.
Сбитый в ходе боя с гафеля бизань-мачты испанский флаг был сразу вновь поднят, но продолжать бой «Рейна Кристина» уже не могла. Раненый в ногу адмирал Монтехо приказал повернуть к берегу, после чего команда получила приказ открыть кингстоны и покинуть судно. Экипаж потерял 130 человек убитыми и 90 ранеными — то есть из строя была выведена половина команды.

Затонувшая после боя «Рейна Кристина»

Капитан Луис Кадарсо, последним покидавшим судно, был смертельно ранен уже в шлюпке. Разбитая снарядами «Рейна Кристина» затонула на мелководье. Её пробитый осколками флаг после войны был передан королеве Кристине и хранился среди личных вещей.